# 穿條紋衣的男孩
《穿條紋衣的男孩》（英語：The Boy in the Striped Pajamas）是一部改編自爱尔兰作家約翰‧波恩的同名暢銷小說《穿條紋衣的男孩》的悲劇電影，由馬克·赫曼編寫與指導。這部電影的故事發在第二次世界大战期間，以八歲的小男孩布魯諾和在滅絕營中的同齡猶太男孩薩謬爾的角度描述有關納粹大屠殺期間納粹滅絕營的內幕故事。該電影於2008年12月12日發佈。

## 劇情
故事背景是在描述二戰期間，一位出身於德國柏林納粹軍官家庭的八歲小男孩布魯諾，一日其父親接到消息，他要被調到鄉下，小男孩被迫離開原本的好友，在鄉下他相遇同樣八歲但來自猶太集中營裡的男孩舒穆爾...。

## 演員
- 阿萨·巴特菲尔德（Asa Butterfield） 飾演 布魯諾（Bruno）
- 傑克·斯坎倫 （Jack Scanlon） 飾演 薩謬爾（Shmuel）
- 大卫·休里斯（David Thewlis） 飾演 布魯諾父親（Bruno's father）
- 韋娜·法米加（Vera Farmiga） 飾演 布魯諾母親（Bruno's mother）

## 評價及迴響
孩童的世界裡沒有灰色地帶只有黑與白，好人與壞人。大人覺得一個八歲的小孩不需要懂集中營，也可能是因為無法理直氣壯的回答孩子天真的提問，所以選擇迴避與避而不談關於集中營的一切。但是對生命充滿好奇的小孩卻因為探索未知的一切而在大人無法預見的情況下，跟一個名為敵人的另一個小孩，成為朋友。德國軍官父親每日確保毒氣室的死亡被執行，最後自己的小孩卻諷刺性的死在這個毒氣室。

## 外部連結
1. 1 2  . British Film Institute. 2016-12-30  [2019-08-15]. （原始内容存档于2022-11-03）.
2. ↑  . Box Office Mojo.   [2014-07-31]. （原始内容存档于2019-07-14）.
3. ↑  . The Numbers.   [2011-06-13]. （原始内容存档于2017-08-23）.

- 《穿條紋衣的男孩》電影介紹及部分片段 （页面存档备份，存于） （MIRAMAX）
- 互聯網電影資料庫（IMDb）上《穿條紋衣的男孩》 （页面存档备份，存于） 資料